# San Juan de la Rambla
San Juan de la Rambla (Espanhol: São João) é um município da Espanha na província de Santa Cruz de Tenerife, comunidade autónoma das Canárias. Tem 20,67 km² de área e em 2021 tinha 4 854 habitantes (densidade: 234,8 hab./km²).

## Demografia
| Variação demográfica do município entre 1991 e 2004 | Variação demográfica do município entre 1991 e 2004 | Variação demográfica do município entre 1991 e 2004 | Variação demográfica do município entre 1991 e 2004 |
| --------------------------------------------------- | --------------------------------------------------- | --------------------------------------------------- | --------------------------------------------------- |
| 1991                                                | 1996                                                | 2001                                                | 2004                                                |
| 4507                                                | 4743                                                | 4782                                                | 5002                                                |

## Ligações externos
- http://www.aytosanjuandelarambla.com (en Espanhol)

|                          | Norte: Oceano Atlântico |                     |
| Oeste: Icod de los Vinos | San Juan de la Rambla   | Leste: Los Realejos |
|                          | Sul: La Orotava         |                     |